# Pierre Littbarski
Pierre Michael Littbarski (Berlim, na antiga Berlim Ocidental, 16 de abril de 1960) é um ex-futebolista que atuava com meia-atacante que atualmente é responsável pelo scout do Wolfsburg.

## Carreira
Littbarski se profissionalizou no 1. FC Köln, em 1978.

## Seleção
Littbarski integrou a Seleção Alemã-Ocidental de Futebol na Eurocopa de 1984, na França.
Pela Seleção da Alemanha Ocidental disputou 3 copas do mundo, em 1982, 1986 e 1990.

## Títulos
Colônia
- Copa da Alemanha: 1982–83

Alemanha
- Copa do Mundo FIFA: 1990